# فرضیه‌های ریشه کروات‌ها
کروات‌ها تاریخ خود را از مهاجرت اسلاوها به سمت جنوب در سده‌های ششم و هفتم میلادی می‌آغازند که مطالعات انسان‌شناسی، ژنتیکی و قوم‌شناسی نیز از این فرضیه پشتیبانی می‌کنند. با این حال، شواهد باستان‌شناسی و سایر شواهد تاریخی در مورد مهاجرت مهاجران اسلاو، شخصیتِ جمعیتِ بومی در قلمرو امروزی کرواسی و روابط متقابل‌شان، برداشت‌های تاریخی و فرهنگیِ متنوعی را می‌نمایانند.

## قوم‌زایی کروات‌ها
پیش از بررسیِ قوم‌زایی کروات‌ها باید تعریفِ قومیت را از نظر گذراند. دسته‌ای اجتماعی از مردم که بر اساس تجربیات مشترک اجدادی، اجتماعی، فرهنگی و… با یکدیگر هم‌ذات‌پنداری می‌کنند و دوام ویژه‌ای در بلندمدت را می‌نمایانند، یک قوم نامیده می‌شود. در مورد کرواسی، تردیدی وجود ندارد که در اوایل قرون وسطی، گروهی خود را با قوم‌نامِ Hrvati (کروات‌ها) معرفی می‌کرده‌اند و توسط دیگران هم با همین عنوان شناسایی می‌شده‌اند. این مفهوم قومی، ابعاد سیاسی هم داشت، به گسترش خود ادامه داد، و در قرون وسطی متأخر صراحتاً با ملت یکی شد، هرچند به معنای دقیقِ معاصرِ ملتِ نوین نبود.
در مورد ملت کرواسی امروزین، چندین مؤلفه یا مراحل بر قوم‌زایی آنان تأثیر گذاشته‌است:
- مولفهٔ پیشاتاریخیِ بومیان که به عصر حجر، بیش از ۴۰۰۰۰ سال، و فرهنگ‌هایِ نوسنگیِ جوان‌تری مانند دانیلو مربوط به ۴۷۰۰–۳۹۰۰ پیش از میلاد و فرهنگ انئولیتیک مانند Vučedol که به ۳۰۰۰ و ۲۲۰۰ پیش از میلاد بازمی‌گردد. [۱]
- مولفهٔ پیشاتاریخیِ مردمانی باستانی مانند ایلیاتی‌ها (از جمله Dalmatae و Liburnians در نواحیِ ساحلیِ کرواسی، و قبایل ایلیریا) و سلتیک‌ها یا ترکیبی از این دو مانندِ ایاپیدها، تائوریسکی‌ها و اسکوردیسکی‌ها.[۱] در سده چهارم پیش از میلاد نیز چند مستعمره یونانی در جزایر و سواحل آدریاتیک وجود داشت.[۱]
- عنصرِ کلاسیک دوران باستان در زمان فتح روم که مردم کرواسیِ کنونی ترکیبی از ایلیری‌هایِ باستان و مستعمره‌نشینان و لژیونرهای روم بودند.[۱] همچنین در این زمان، یازیگ‌های ایرانیگ‌زبان(Iranic-speaking) در مرز دالماسیِ روم حضور کوتاهی داشتند.[۱]
- دورهٔ اواخر باستان تا قرون وسطی اولیه، از دوره مهاجرت که توسط هون‌ها آغاز شد و در کرواسی در گام نخست توسط ویزیگوت‌ها و سوئیبی‌ها (که مدت کوتاهی در آنجا ماندند) و سوس استگروت‌ها و ژپیدها و لنگوباردها (که پادشاهی مستعجل استروگوت‌ها (۴۹۳–۵۵۳ پس از میلاد) را تشکیل دادند) انجام شد.[۱] در گام دوم، مهاجرت بزرگِ اسلاوها رخ داد که اغلب با فعالیت آوارها همراه بود.[۱] بخش بزرگی از جمعیت کشاورزیِ دالماسی در آن زمان از نژاد ولاخ‌ها یا مورلاک‌ها (که پیش‌تر لاتین‌زبان بودند) بودند.[۲]
- و در پایان پنداره‌ای از قرون وسطی تا عصر مدرن که شامل حضور مجارها و ایتالیایی‌ها / ونیزی‌ها بود. برخی پژوهش‌گران می‌گویند که آلمانی / ساکسون بودند.[۱] پس از قرن چهاردهم میلادی، به دلیل مرگ سیاه، و اواخر قرن پانزدهم، به دلیل تهاجم عثمانی، قومیت کرواسی از سرزمین‌های تاریخی کرواسی به اسلوانیِ غربی گسترش یافت که باعث شد زاگرب به پایتختِ پادشاهی کرواسی تبدیل شود و جمعیتِ آن شهر هم در این قومیت‌زایی ادغام شوند.[۱] تهاجم عثمانی باعث مهاجرتِ بسیاری از مردم در بالکان و کرواسی، مانند صرب‌ها و ولاخ‌ها شد[۱] و جنگ‌های جهانی و رویدادهای اجتماعی آتی نیز بر قوم‌زایی کرواسی تأثیر گذاشت.[۱]

### منابع تاریخی قدیمی

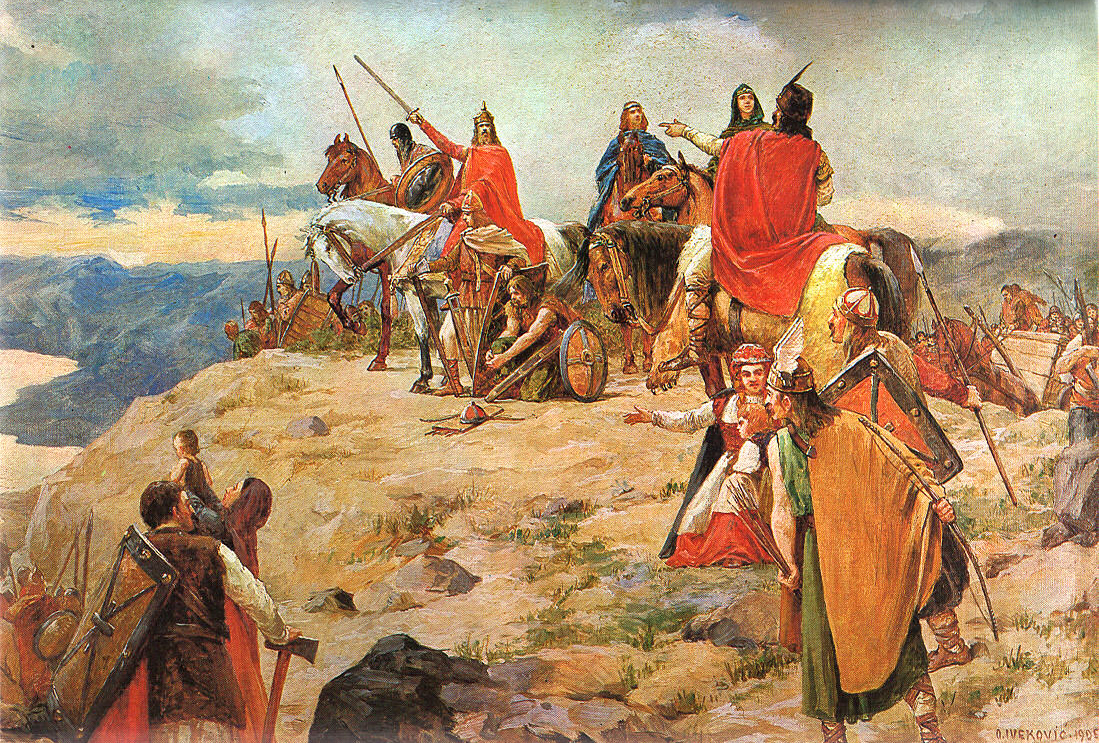
آمدن کروات‌ها به دریای آدریاتیک (۱۹۰۵) اثر اوتون ایوکوویچ

### نظریه اسلاوی

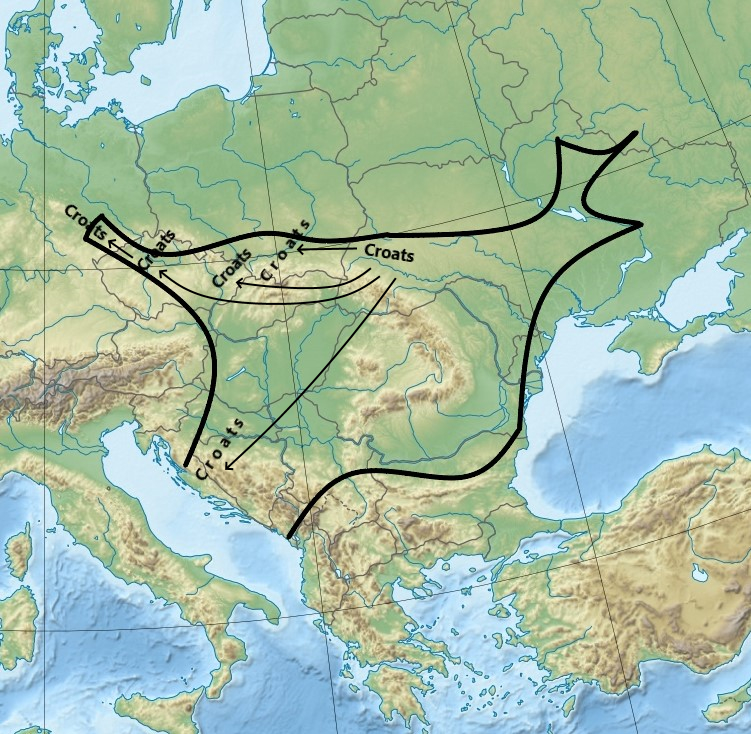
مجموعه ای از سرامیک‌های اسلاویِ فرهنگ پراگ-پنکوکا که با رنگ قرمز مشخص شده‌اند، همه نام‌های قومیِ شناخته‌شده کروات‌ها در این منطقه هستند. مسیرهای احتمالی مهاجرت کروات‌ها با فلش نشان داده شده‌است، براساس VV Sedov (1979).

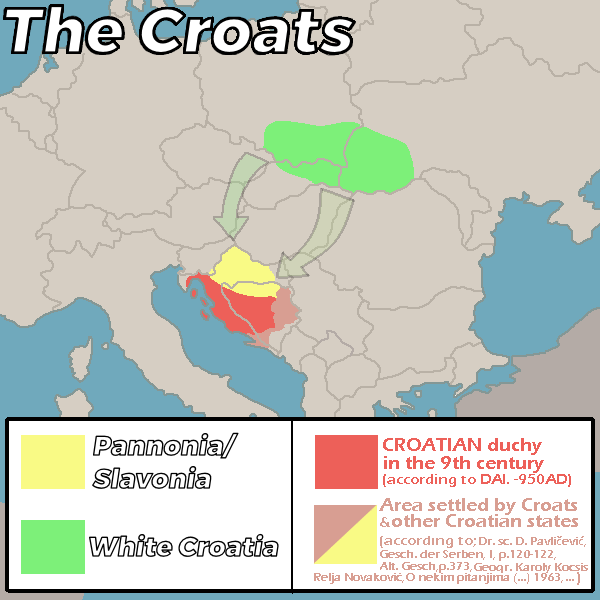
مسیرهای مهاجرت کروات‌های سفید از کرواسی سفید.

### نظریه ایرانی

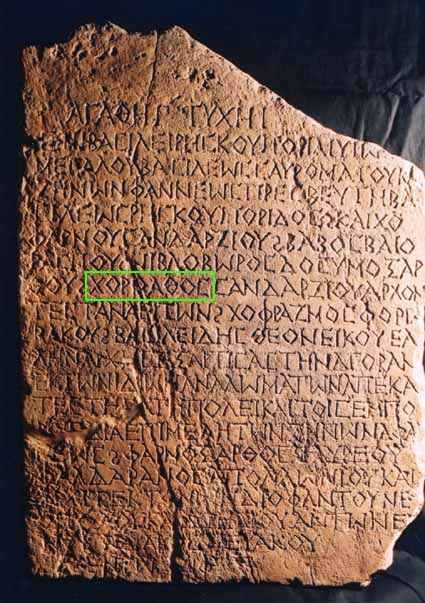
عکس لوحِ Tanais B دارای واژه Χοροάθος (Horoáthos).

### انسان‌شناسی

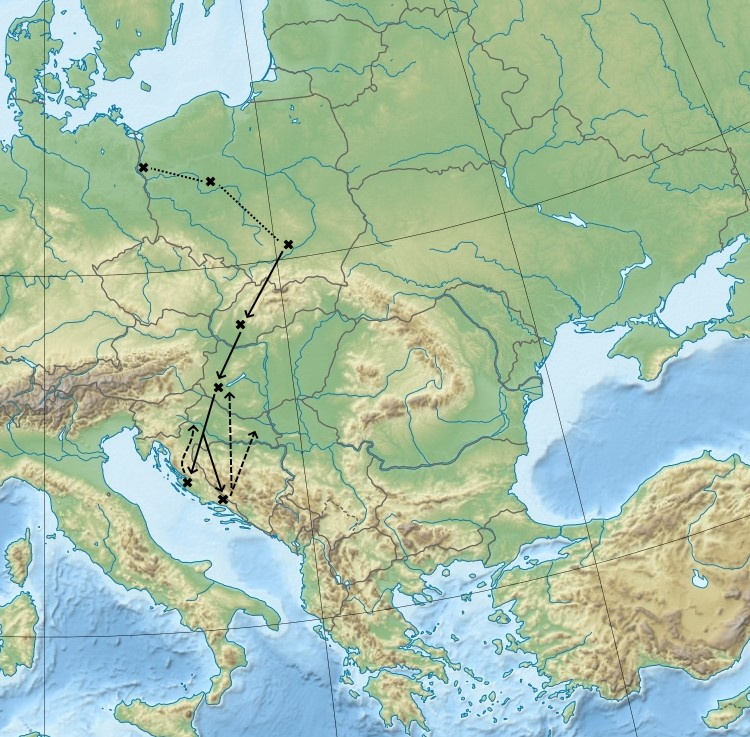
مسیرهای احتمالی مهاجرت کروات‌های در اوایل قرون وسطی از لهستان با یک مسیر مستقیم از طریق اسلواکی و مجارستان و گسترشِ کُند به درون بوسنی و هرزگوین تا قرن دهم و تنها پس از قرن یازدهم به کرواسی شمالی و شرقی